# Drew Seeley
Drew Seeley, nome artístico de Andrew Edgar Seeley (Ontário, 30 de abril de 1982) é um  cantor, compositor, ator e dublador canadense. Ele cantou Dance with me ao lado de Belinda, em The Cheetah Girls 2, participou do clip "Ni Freud Ni Tu Mamá" de Belinda. Além disso, cantou várias músicas em High School Musical como a voz de Troy Bolton (Zac Efron). Ele fez shows nos Estados Unidos, substituindo o Zac. No Brasil, ele cancelou os shows pois, segundo a organização do evento, o ator teve outros compromissos com a Disney, e as agendas não puderam ser combinadas.
Ele também já fez pequenas participações em seriados como "Dawson's Creek" e "One Tree Hill" e dublou o Príncipe Nestor no desenho animado do canal Disney XD, O mundo de Quest.
Ele dubla o Zac Efron (como Troy Bolton) em algumas músicas como "Breaking Free", "Start of Something new", "What I've been looking for (Reprise)"
Drew Seeley protagoniza Outro Conto Da Nova Cinderela (Another Cinderella Story) como Joey Parker, onde estrela ao lado de Selena Gomez. Juntos, cantam a música "New Classic", e sozinho, Drew canta "Just That Girl".

## Filmografia
| Ano         | Filme                               | Personagem        | Notas                 |
| ----------- | ----------------------------------- | ----------------- | --------------------- |
| 1999        | Camp Tanglefoot: It All Adds Up     | Tommy             | Coadjuvante           |
| 2004        | Stuck in the Suburbs                | David             | Filme de TV           |
| 2005        | Locusts: The 8th Plague             | Willy             | Filme de TV           |
| 2005        | Jim and Chaps                       | Logan             | Filme Independente    |
| 2006        | Complete Guide to Guys              | Agen Leopold      |                       |
| 2006        | Christopher Brennan Saves the World | Tom Hartwell      |                       |
| 2006        | High School Musical                 | Troy Bolton (voz) | Não-creditado         |
| 2007 - 2009 | O mundo de Quest                    | Nestor (voz)      | Protagonista          |
| 2007        | Claire                              | Bobby             | Filme para TV         |
| 2008        | Another Cinderella Story            | Joey Parker       |                       |
| 2009        | The Shortcut                        | Derek             |                       |
| 2010        | Freshman Father                     | John Patton       |                       |
| 2012        | Tall Hot Blonde                     | Tommy             |                       |
| 2013        | Lovestruck: The Musical             | jovem Ryan/Angus  |                       |
| Ano         | Aparições na TV                     | Personagem        | Notas                 |
| 2000        | Guiding Light                       | Andrew            | Três Episódios        |
| 2007        | The Suite Life of Zack & Cody       | Jeffery           | Participação Especial |
| 2009        | Gossip Girl: A Garota do Blog       | Donnie            | Ator Convidado        |
| 2009        | I Kissed a Vampire                  | Tray              | Websérie do MySpace.  |

## Discografia

### Álbuns de estúdio
- 2006: ~DS~
- 2011: The Resolution

- 2018: Downtime

### Extended plays
- 2010: The Resolution - Act 1
- 2011: The Resolution - Act 2
- 2011: The Resolution - Act 3

### Singles
| Ano  | Música                                                   | Album                         |
| ---- | -------------------------------------------------------- | ----------------------------- |
| 2006 | "Breaking Free" (com Vanessa Hudgens e Zac Efron)        | High School Musical           |
| 2006 | "Get'cha Head in the Game" (com Corbin Bleu e Zac Efron) | High School Musical           |
| 2006 | "Dance with Me" (com Belinda)                            | ~DS~                          |
| 2007 | "I'm Ready" (Remix)                                      | Jump In!                      |
| 2010 | "Best At the Time"                                       | Não adicionado à nenhum álbum |
| 2011 | "Lazy Daze"                                              | The Resolution                |
| 2011 | "How a Heart Breaks"                                     | The Resolution                |
| 2011 | "Into the Fire"                                          | The Resolution                |
| 2012 | "Fly"                                                    | Não adicionado à nenhum álbum |
| 2012 | "Beautiful"                                              | Não adicionado à nenhum álbum |
| 2013 | "Here and Now"                                           | Não adicionado à nenhum álbum |
| 2013 | "Until the Sun Comes Up"                                 | Não adicionado à nenhum álbum |
| 2013 | "Holiday Mood"                                           | Não adicionado à nenhum álbum |
| 2014 | "If Only" (com Ana Free)                                 | Não adicionado à nenhum álbum |
| 2015 | "Desire"                                                 | Downtime                      |
| 2015 | "Battle Lines"                                           | Downtime                      |
| 2016 | "Twisted"                                                | Downtime                      |
| 2017 | "Feels so Much Better to Love"                           | Não adicionado à nenhum álbum |
| 2018 | "Here's Your Heart Back"                                 | Não adicionado à nenhum álbum |

## Trilha Sonora
- 2005 - Byou (Join the Party)
- 2006 - High School Musical
- 2006 - The Cheetah Girls 2 (trilha sonora) (Dance with Me)
- 2007 - Jump In! (I’m Ready song)
- 2007 - High School Musical: The Concert
- 2007 - DisneyMania 5 (Find Yourself)
- 2007 - Disney Channel Holiday (I'll Be Home for Christmas)
- 2008 - DisneyMania 6 (You'll Be in My Heart)
- 2008 - Utopía Internacional (Dance with Me)
- 2008 - Another Cinderella Story
- 2009 - Wizards of Waverly Place (trilha sonora) (You Can Do Magic)
- 2009 - I Kissed a Vampire (trilha sonora)
- 2010 - DisneyMania 7 (Her Voice)
- 2011 - Shake It Up: Break It Down (Dance for Life)
- 2012 - Shake It Up: Live 2 Dance (A Space In the Stars)
- 2013 - Shake It Up: I Love Dance (I Do)

## Teatro
| Ano  | Título                           | Personagem    | Local                 | Notas                                 |
| ---- | -------------------------------- | ------------- | --------------------- | ------------------------------------- |
| 2009 | The Little Mermaid : on Broadway | Princípe Eric | Lunt-Fontanne Theatre | Temporary replacement for Sean Palmer |